# Dark Forest
Dark Forest (hangul= 죽음의 숲, RR= Jugeum-ui sup, también conocida como 4 Horror Tales: Dark Forest), es una película de 2006 de terror de Japón y la cuarta y última entrega de la serie 4 Horror Tales.

## Trama
Woo-jin, Jung-ah y otros tres senderistas salen felices a una excursión de ascenso a una montaña. Caminando por el interior del bosque, Se-Eun y Joon-hoo se hieren y el grupo lo ve como un serio obstáculo: están lejos de alguna zona habitada y lejos también de algún área donde los teléfonos móviles estén operativos. Jung-ah está particularmente inquieta; ella de mala gana es capaz de ver el futuro, una influencia residual de sus padres chamanes. La terrorífica situación les lleva a descubrir pronto los alarmantes secretos del bosque .

## Reparto
- So Yi-hyun como Kim Jung-ah
- Lee Jong-hyuk como Jung Woo-jin.
- Kim Young-joon
- Park Choong-seon
- Kim Hye-sun